# مديرية الشمايتين
مديرية الشمايتين إحدى مديريات محافظة تعز. بلغ عدد سكانها 152,486 نسمة عام 2004.
تبعد عن تعز 45 كيلومتر. وعاصمتها هي مدينة التربة وتنتشر فيها مناطق عدة أهمها :
شرجب وذبحان والحضارم وأديم وبني عمر (المعامرة وهي من أكبر عشائر اليمن) والكويرة، المقاطرة، البذيجة، القريشة، المقارمة، العزاعز، الأصابح، بني شيبة الغرب والشرق، دبع الداخل دبع الخارج الزكيرة، بني محمد، الزعازع، المساحين، المذاحج المشارقة، جبل صبران وبني غازي حيث تعتبر من أكبر مديريات اليمن وما يميز هذه الناحية جمال مناخها وثقافة أبنائها التي جعلتهم يتصدرون المراتب الأولى ثقافيا في اليمن وعدد سكانها الذي يساوي عدد سكان دولة خليجية كالبحرين.
تحوي على العديد من الموافع الأثرية والحصون مثل حصن الجاهلي وحصن جبل منيف وحصن سمدان وحصن جبل يمين وقلعة المقاطرة وتوجد فيها العديد من الأودية مثل وادي واسر، وادي عبيره الذي يعد من أجمل الاوديه في المديرية وتوجد بها شجره نادره ذات ثمار لذبذه تسمى(العصنم) تشبه ثمرتها ثمرة العنب وواد الصٌحى قريشة والذي ينحدر من جبل منيف مرورآ بقرى قريشة الوادي وأهم قرى الواد وأكبرها قرية الزين (التربة) مركز المديرية وقضاء الحجرية سايقا لعدة مديريات ضمن إطالر مايسمى الحجرية تنتشر فيها التجمعات السكانية بشكل كبير وتعد من أكثر المديريات كثافة سكانية كما تحوي العديد من الأسواف التجارية مثل التربة المركز المنصورة السمسرة الصافية سوق السبت.
العزاعز. اكبر عزل مديريه الشمايتين محافظة تعزوتضم عدة مناطق حجفات ويمين بضم الياء والمنصورة والقبلي والشاجبة وبني مسن 

## التقسيم الإداري
تتكون المديرية من 33 عزلة وَهُنَّ:
أَديم، والأَصابِح، والبَذَّيْجَة، والتُّرْبَة، والحَضارِم، والحنان، والرَّبَّيْصَة، والرجاعية، الزَّعازِع، والزَّكَّيْرَة،
والشمايا الشرقية، والشمايا الغربية، وعزلة الصافية (تعز)، والصنعة زريقة، العَزاعِز، والعَلْقَمَة، وعزلة القريشة (تعز)، وعزلة الكويرة (تعز)، والمَداحِج، والمَسَّاحِين، والمَشارِقَة، وعزلة المقارمة (تعز)، وبني شَيْبَة الشرق، وبني شَيْبَة الغرب، وعزلة بني عمر (تعز)، بني غازي، وعزلة بني محمد (تعز)، وجبل صَبْران، ودُبَع الخارج، ودُبَع الداخل، وذُبْحان، وراسِن، وشَرْجَب.

### عزلة الزكيرة
تعتبر منطقة الزكيرة من أفضل مناطق المديرية ويحدهامن الشمال منطقة العزاعز وجبل يمين(بضم الياء)ومن الغرب منطقة المقارمة ومن الشرق منطقة القريشة وجبل منيف الشهير (الذي يعد من أشهر القلاع في منطقة القريشة)ومن الجنوب منطقتي المساحين والزعازع
وتتكون منطقة الزكيرة من مناطق صغيرة أهمها (جبل صدان)*بفتح الصاد وتشديد الدال*وهو عبارة عن منطقة كبيرة وفيها العديد من الحصون التاريخية
وتضم الزكيرة أيضا منطقة (برح الظهر) وفيها تقع مدرسة الزكيرة الشهيرة بالإضافة إلى مركزها الصحي مستشفى قبول الدولي (تحت التنفيذ) وسميت بقبول نسبة للحجة قبول والدة الشيخ سعيد الزكري والذي بنى هذه المستشفى على نفقته الخاصة وله الكثير من البصمات في الأعمال الخيرية في المنطقة ولديه ثلاثة أولاد منهم زكريا الزكري عضو مجلس النواب للدائرة 61 ورجل الأعمال زاكر الزكري
واليها ينسب العديد من المبدعين والأدباء امثال الشاعر المبدع الدكتور توفيق الزكري، في مجموعتة الشعرية شاهد الورد والغبار- وتأتي مرثيته لنفسه أيضاً في قصيدة بعنوان «رحيل» التي سبقت قصيدة «توقيع» في مجموعته الشعرية.. في قصيدة رحيل اعتبر الشاعر أن للموت مشواره أيضاً:
سابدأ مشوار موتي
وأسند راسي إليها
لتسندني الأمنيات..
إلى حائط العمر
هذا زماني
نفتهُ السنين
إلى غابة الشوق
فانكسرت سفني
واحتوتني بحار التعب
كما تضم عزلة الزكيرة أيضا منطقة قريع(بضم القاف)ومنطقة الوطى.
عزلة المذاحج
تبع عن محافظة تعز خمسة وثمانون كيلو متر 85كم وتبعد عن مدينة التربة خمسة كيلو متر 5كم